# Będargowo (gromada w powiecie szczecińskim)
Będargowo – dawna gromada, czyli najmniejsza jednostka podziału terytorialnego Polskiej Rzeczypospolitej Ludowej w latach 1954–1972.
Gromady, z gromadzkimi radami narodowymi (GRN) jako organami władzy najniższego stopnia na wsi, funkcjonowały od reformy reorganizującej administrację wiejską przeprowadzonej jesienią 1954 do momentu ich zniesienia z dniem 1 stycznia 1973, tym samym wypierając organizację gminną w latach 1954–1972.
Gromadę Będargowo z siedzibą GRN w Będargowie utworzono – jako jedną z 8759 gromad na obszarze Polski – w powiecie szczecińskim w woj. szczecińskim na mocy uchwały nr V/51/54 WRN w Szczecinie z dnia 5 października 1954. W skład jednostki weszły obszary dotychczasowych gromad Będargowo, Bobolin, Stobno i Warzymice ze zniesionej gminy Dołuje oraz obszar dotychczasowej gromady Karwowo ze zniesionej gminy Kołbaskowo w tymże powiecie, a także miejscowości Ustowo, Rajkowo i Ostoja o ogólnej powierzchni 835 ha ze Szczecina, miasta na prawach powiatu w tymże województwie. Dla gromady ustalono 12 członków gromadzkiej rady narodowej.
Gromadę zniesiono 1 stycznia 1972, a jej obszar włączono do gromad Dołuje (miejscowości Będargowo, Bobolin, Gołkowo, Ostoja, Przylep, Rajkowo i Stobno) i Kołbaskowo (miejscowości Karwowo, Przecław, Smętowice, Ustowo, Warnik i Warzymice) w tymże powiecie.